# Saint-Georges (Französisch-Guayana)

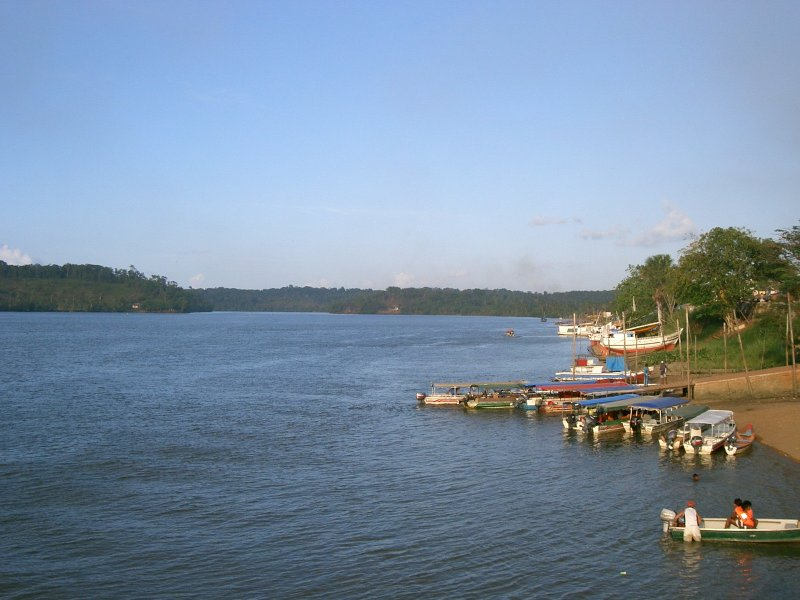
Der Oyapock bei Saint-Georges

Saint-Georges, häufig auch Saint-Georges-de-l’Oyapock, ist eine französische Gemeinde mit 4710 Einwohnern (Stand 1. Januar 2022) im Übersee-Département Französisch-Guayana, welches im Norden Südamerikas liegt.

## Geografie
Die Gemeinde Saint-Georges liegt im Osten Französisch-Guayanas. Der Fluss Oyapock bildet die östliche Grenze zu Brasilien, zudem grenzt Saint-Georges im Süden an Camopi, im Westen an Régina und im Norden an Ouanary. Die Hauptsiedlung der Gemeinde liegt direkt am Oyapock. Auf der anderen Seite des Ufers befindet sich die brasilianische Stadt Oiapoque, welche im Bundesstaat Amapá liegt. Zusammen mit dem Ufergelände umfasst das Gemeindegebiet von Saint-Georges einen Teil des dicht bewaldeten Bergland von Guayana.

## Verkehr
Für französisch-guayanische Verhältnisse ist Saint-Georges verkehrstechnisch sehr gut erschlossen. Seit 2003 verbindet die Route nationale 2 (RN2) die Gemeinde mit der Hauptstadt Cayenne.
Mit der Eröffnung einer Brücke über den Oyapock im März 2017 wurde die Straßenverbindung nach Oiapoque in Brasilien weitergeführt. Dabei handelt es sich um die erste Straßenverbindung zwischen Französisch-Guayana und dem Rest Südamerikas überhaupt.
In Saint-Georges gibt es auch einen kleinen Flugplatz, der Regionalflüge anbietet. Zudem wird auch der Oyapock als Verkehrsweg genutzt.